# Caffè Vergnano
Caffè Vergnano – włoskie przedsiębiorstwo specjalizujące się w produkcji kawy, założone w 1882 roku z inicjatywy Domenico Vergnano, jako mała apteka w Chieri, miasteczku u podnóża wzgórz Turynu.
Przedsiębiorstwo uważane jest za najstarszego producenta kawy we Włoszech.